# Orchis buelii
Orchis buelii là một loài thực vật có hoa trong họ Lan. Loài này được Wildh. mô tả khoa học đầu tiên năm 1970.